# Xã Barber, Quận Faribault, Minnesota
Xã Barber (tiếng Anh: Barber Township) là một xã thuộc quận Faribault, tiểu bang Minnesota, Hoa Kỳ. Năm 2010, dân số của xã này là 248 người.